# Czarna Białostocka
Czarna Białostocka ist eine Stadt im Powiat Białostocki der Woiwodschaft Podlachien in Polen. Sie ist Sitz der gleichnamigen Stadt-und-Land-Gemeinde.

## Geographie

### Geographische Lage
Die Stadt liegt etwa 20 Kilometer nordöstlich von Białystok. Etwa 35 Kilometer östlich von Czarna Białostocka verläuft die Grenze zu Belarus. Die Stadt ist von dichten Wäldern, der Puszcza Knyszyńska, umgeben.

### Stadtgliederung
Zur Stadt gehören folgende Siedlungen: Zielone, Wschód, Starówka, Centrum, Tartaczne, Wiosenne, ZOR, Pierekały und Buksztel.

## Geschichte
Wann genau der Ort gegründet wurde, ist nicht gesichert. Man nimmt an, dass eine feste Siedlung 1862 angelegt wurde, dem Jahr, in welchem die Warschau-Petersburger Eisenbahn hier errichtet wurde. Der Name lautete zu dieser Zeit Czarna Wies (Schwarzes Dorf). Aber bereits zuvor siedelten hier vermutlich Menschen. Durch die Lage auf einer Lichtung mitten in einem großen Waldgebiet entwickelte sich langsam die Holzindustrie. Die Entwicklung schritt nach der Dritten Teilung Polens 1795, als die Gegend unter preußische Herrschaft kam, schneller voran. Um die Holzvorräte der Wälder zu nutzen, wurden die Holzindustrie verstärkt und unter anderem zahlreiche Sägewerke errichtet. Gleichzeitig mit der wirtschaftlichen Verstärkung stieg auch die Zahl der Einwohner.
Im Verlauf des Ersten Weltkrieges wurden alle Sägewerke des Ortes zerstört. Erst 1921 begann die Holzindustrie sich wieder in Czarna Wies anzusiedeln. In der Zeit zwischen den Weltkriegen wurde auch die erste Schule errichtet.
Während des Zweiten Weltkrieges wurde der Ort, gemäß dem Hitler-Stalin-Pakt, von der Sowjetunion besetzt. 1941 besetzte dann die Wehrmacht das Dorf. Am 29. Juli 1941 marschierte die Rote Armee erneut in das Dorf ein. Mit dem Ende des Krieges wurde Czarna Białostocka Teil Polens.
1962 erhielt der Ort das Stadtrecht und erhielt seinen heutigen Namen Czarna Białostocka.
Bei einer Verwaltungsreform der Volksrepublik Polen wurde die Stadt 1975 Teil der neu gegliederten Woiwodschaft Białystok. Seit deren Auflösung ist die Stadt seit 1999 Teil der Woiwodschaft Podlachien.

## Kultur und Sehenswürdigkeiten
- die Schmalspurbahn
- die umliegenden Wälder (Puszcza Knyszyńska)

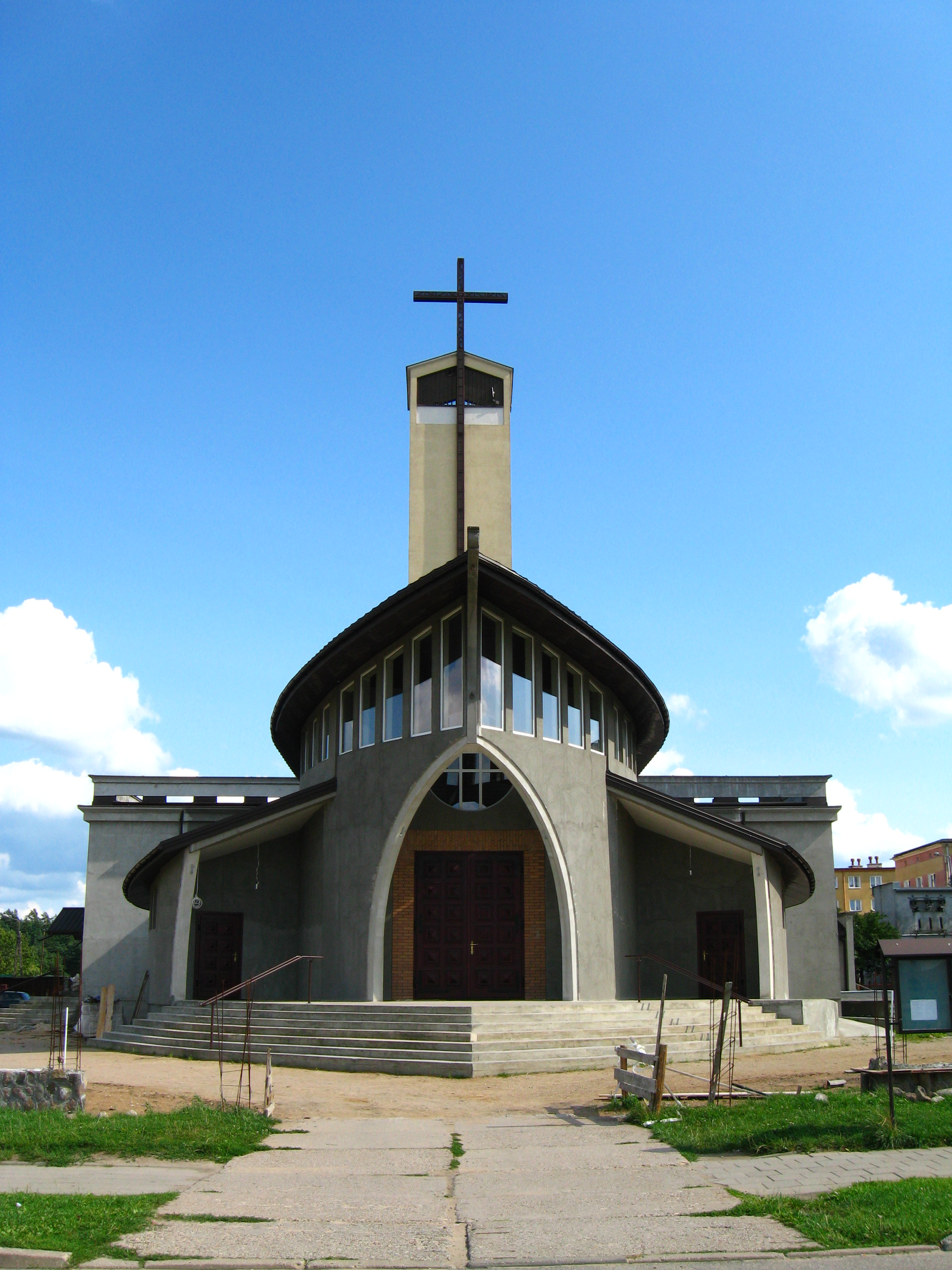
Eine Kirche in Czarna Białostocka

## Wirtschaft und Infrastruktur

### Bildung
In der Stadt gibt es eine Grundschule (Szkoła Podstawowa Nr 2) sowie die Realschule „Johannes Paul II.“ (Gimnazjum im. Jana Pawła II). Weiterhin gibt es einen Schulkomplex (Zespół Szkół), in dem hauptsächlich das Gymnasium untergebracht ist. Im zur Gemeinde gehörenden Dorf Czarnej Wsi Kościelnej gibt es einen weiteren Schulkomplex, in dem eine Grundschule und eine Realschule untergebracht sind.

## Gemeinde
Die Stadt-und-Land-Gemeinde Czarna Białostocka hat eine Fläche von 206,5 Quadratkilometern und etwa 11.500 Einwohner.